# Anolis huilae
Anolis huilae är en ödleart som beskrevs av  Williams 1982. Anolis huilae ingår i släktet anolisar, och familjen Polychrotidae. Inga underarter finns listade i Catalogue of Life.